# Бацано Супериоре (Перуђа)
Бацано Супериоре је насеље у Италији у округу Перуђа, региону Умбрија.
Према процени из 2011. у насељу је живело 94 становника. Насеље се налази на надморској висини од 539 м.